# Сальметерол
Сальметерол (англ. Salmeterol, лат. Salmeterolum) — синтетичний препарат, що належить по хімічній структурі до фенілзаміщених β-аміноспиртів, для інгаляційного застосування. Сальметерол належить до групи селективних бета-2-адреностимуляторів із тривалою бронходілятуючою дією. По своєму хімічному складу, як і інші бета-2-агоністи, є рацематом двох енантіомерів (S-сальметеролу та R-сальметеролу). Сальметерол створений у 80-х роках XX століття у Великій Британії у лабораторії компанії GlaxoSmithKline, та застосовується у клінічній практиці з 90-х років XX століття, початково під торговельною маркою «Серевент».

## Фармакологічні властивості
Сальметерол — синтетичний препарат, що є по хімічній структурі фенілзаміщеним β-аміноспиртом і належить до класу салігінінів, та належить до групи селективних бета-2-адреностимуляторів. Механізм дії препарату полягає у стимуляції β2-адренорецепторів, які знаходяться у гладкій мускулатурі бронхів шляхом активації внутрішньоклітинної аденілатциклази, яка утворює комплекс із G-протеїном, під впливом якого підвищується утворення циклічного АМФ та стимуляція протеїнкінази типу А, що призводить до розслаблення гладкої мускулатури внутрішніх органів. Внутрішньоклітинний механізм дії сальметеролу відрізняється від механізму дії сальбутамолу та інших β2-агоністів короткої дії. Сальметерол у зв'язку з наявністю довгого ліпофільного салігінінового ланцюжка («хвоста» молекули) має дуже високу ліпофільність (у 10000 разів вищу за ліпофільність сальбутамолу). Під час проходження у клітини дихальних шляхів сальметерол швидко проникає у мембрани клітин та закріпляється біля структур суміжних із β2-адренорецептором. Мембрани клітин дихальної системи стають своєрідним «депо» для препарату, із яких сальметерол повільно дифундує до клітин гладких м'язів дихальних шляхів. Сальметерол є неконкурентним антагоністом β2-адренорецепторів, що забезпечує високу селективність препарату та довготивалу дію (до 12 годин після інгаляційного застосування). Сальметерол не є повним агоністом β2-адренорецепторів, на відміну від формотеролу, що призводить до незначної затримки початку дії препарату у порівнянні з фенотеролом, але й меншого числа побічних ефектів при застосуванні сальметеролу. Під впливом сальметеролу зменшується виділення медіаторів запалення із опасистих клітин (у тому числі виділення гістаміну та лейкотрієнів), зменшується проникність капілярів (що сприяє попередженню розвитку набряку слизової оболонки бронхів) та модуляція вироблення слизу бронхіальними залозами, що призводить до оптимізації мукоциліарного кліренсу. Але зниження виділення медіаторів запалення та зниження проникності капілярів при застосуванні сальметеролу не супроводжуються зменшенням кількості клітин запалення у слизовій оболонці бронхів (у тому числі активованих — макрофагів, еозинофілів та лімфоцитів), що теоретично може призвести до посилення запального процесу в дихальних шляхах (наприклад, при появі після застосування сальметеролу можливості зробити вільніших подих, і при цьому вдихнути велику кількість екзогенних алергенів). Сальметерол при інгаляційному введенні діє виключно на β2-адренорецептори бронхів та не впливає на рецептори в інших органах. Сальметерол лише у незначній ступені впливає на β1-адренорецептори міокарду. При тривалому застосуванні сальметеролу спостерігається розвиток толерантності до препарату, а при застосуванні значно вищих від середньотерапевтичних доз препарату різко зростає ймовірність важких побічних ефектів, у тому числі пов'язаних із активацією адренорецепторів міокарду (у тому числі тахікардію, фібриляцію передсердь, явища ішемії міокарду, ортостатичну гіпотензію, подовження інтервалу QT), а також можливість виникнення (хоча й нижча, ніж при застосуванні інших агоністів адренорецепторів, як фенотерол) ефекту «рикошету» — посилення бронхоспазму при перевищенні середньотерапевтичної дози препарату або занадто частому застосуванні. Для півищення ефекту сальметерол рекомендовано застосовувати разом із інгаляційними глюкокортикоїдними гормонами. При застосуванні сальметеролу покращується якість життя хворих бронхіальною астмою та інших обструктивних захворювань легень, що полягають у покращенні показників функції зовнішнього дихання, зниженні частоти нічних приступів задухи, нормалізації сну без посилення частоти загострень препарату та зменшення використання бронхолітиків короткої дії. Сальметерол не рекомендовано для купування гострих приступів бронхіальної астми у зв'язку з відносно повільним початком дії препарату.

### Фармакокінетика
Сальметерол швидко всмоктується після інгаляційного застосування у дихальних шляхах, початок дії препарату спостерігається за 10—20 хвилин після інгаляції препарату та триває до 12 годин. Сальметерол не створює високих концентрацій у крові та внутрішніх органах, згідно досліджень препарат проходить через плацентарний бар'єр та виділяється в грудне молоко. Метаболізується препарат у печінці з утворенням неактивних метаболітів. Виводиться сальметерол із організму переважно із калом, частково виводиться із сечею. Період напіввиведення препарату складає 5,5 годин, повне виведення препарату завершується протягом 72 годин.

## Покази до застосування
Сальметерол застосовується при бронхіальній астмі та хронічному обструктивному захворюванні легень інгаляційно для довготривалого лікування обструкції дихальних шляхів, у тому числі нічних нападів астми та попередження нападів астми після фізичного навантаження.

## Побічна дія
При застосуванні сальметеролу частота побічних ефектів є незначною, загальна частота побічних явищ при застосуванні препарату складає 16%, найчастіші побічні ефекти (головний біль, судоми м'язів, тремор, тахікардія) спостерігаються із частотою 1,5—3% при застосуванні 50 мкг препарату та 7—8% при застосуванні 100 мкг сальметеролу. Інші побічні ефекти — алергічні реакції (висипання на шкіри, свербіж шкіри, кропив'янка, набряк Квінке), нудота, блювання, стоматит та фарингіт внаслідок подразнення слизових оболонок, аритмії (у тому числі фібриляція передсердь, суправентрикулярна тахікардія та екстрасистолія), артралгії, нервозність, парадоксальний бронхоспазм, гіпокаліємія — спостерігаються рідко.

## Протипокази
Сальметерол протипоказаний при підвищеній чутливості до препарату. З обережністю застосовується препарат при вагітності, годуванні грудьми, гіпертиреоїдизмі. Сальметерол застосовується у дітей старших 4 років.

## Форми випуску
Сальметерол випускається у вигляді дозованого аерозолю по 25 мкг/дозу по 60 та 120 доз; та у вигляді порошку для інгаляцій в ротадисках по 50 мкг/дозу по 4 дози. Сальметерол також випускається у комбінації з флутиказоном у вигляді аерозолю для інгаляцій або порошку для інгаляцій у ротадиску.

## Заборона використання у спортсменів
Сальметерол заборонений для використання спортсменами під час змагань згідно рішення Всесвітнього антидопінгового агентства. Але частина спортсменів, які хворіють бронхіальною астмою, мають дозвіл на використання сальметеролу від Всесвітнього антидопінгового агентства.